# Una bona dona (és difícil de trobar)
Una bona dona (és difícil de trobar) (també coneguda com a A Good Woman Is Hard to Find) és una pel·lícula de thriller policial del 2019 dirigida per Abner Pastoll i escrita per Ronan Blaney. La pel·lícula és protagonitzada per Sarah Bolger com una mare jove i recentment vídua que farà tot el possible per protegir els seus fills mentre busca la veritat sobre l'assassinat del seu marit. S'ha subtitulat al català amb la distribució de La Aventura Cine.
La pel·lícula es va estrenar al festival de cinema FanTasia, de Mont-real, el 21 de juliol de 2019. Es va estrenar als cinemes del Regne Unit el 25 d'octubre del mateix any.

## Repartiment
- Sarah Bolger com a Sarah
- Edward Hogg com a Leo Miller
- Andrew Simpson com a Tito
- Jane Brennan com a Alice
- Caolan Byrne com a Terry
- Packy Lee com a Mackers
- Susan Ateh com a Emily Scott
- Siobhan Kelly com a Dra. Rosa Brady
- Rudy Doherty com a Ben, fill de la Sarah
- Macie McCauley com a Lucy, filla de la Sarah
- Josh Bolt com a Donal
- James McCaffrey com a Conor
- Nigel O'Neill com a PC Huxley
- Daryl McCormack com a PC Reeves
- Sean Sloan com a Jean
- Jo Donelly com a Betty
- Mary Lindsay com a Mandy
- Rafaela Dias com a Dra. Reid